# 斯拉夫科·戈卢扎
斯拉夫科·戈卢扎（1971年9月17日—），克罗地亚男子手球运动员。他曾代表克罗地亚国家队参加1996年和2004年夏季奥林匹克运动会手球比赛，获得二枚金牌。